# Hydrodendron australe
Hydrodendron australe is een hydroïdpoliep uit de familie Haleciidae. De poliep komt uit het geslacht Hydrodendron. Hydrodendron australe werd in 1919 voor het eerst wetenschappelijk beschreven door Bale. 